# Venera 8
Venera 8 (russo: Венера-8) era una sonda spaziale del programma sovietico per l'esplorazione del pianeta Venere.
Essa fu lanciata il 27 marzo 1972 alle 4:15:01 (Ora di Greenwich), a bordo di un vettore Molniya dal cosmodromo di Bajkonur, con la missione di studiare in profondità l'impatto delle radiazioni sull'atmosfera venusiana.
Come la precedente sonda del programma, pesava 1180 kg, ed era composta da un modulo trasportatore e da una capsula, il cui scopo era l'atterraggio sulla superficie. La strumentazione della capsula comprendeva termometri, altimetri, barometri, sensori di luminosità, spettrometro per raggi gamma, analizzatori di gas e radiotrasmittenti; il modulo di trasporto aveva una serie di sensori per determinare la radiazione cosmica di fondo, il vento solare e l'irradiazione ultravioletta.
La sonda impiegò 117 giorni terrestri ad arrivare in un'orbita eliocentrica che la portasse sul pianeta, con una correzione di rotta in viaggio avvenuta il 6 aprile 1972: entrò nell'atmosfera venusiana il 22 luglio 1972 alle 8:37, ora di Greenwich.
Nella capsula, del peso di 495 kg, era installato un sistema di refrigerazione, il cui scopo era mantenere in funzione i delicati strumenti al suo interno durante l'ingresso nella densa coltre di gas di cui il pianeta è coperto: durante l'atterraggio, esso funzionò correttamente, nei limiti di un'operazione tanto complessa. Gli aerofreni di cui era dotata la capsula frenarono la sua velocità dai 41696 km/h ai circa 900, consentendo l'apertura dei paracadute a partire da una quota di circa 60 km.
La Venera 8 cominciò subito a trasmettere dati verso la Terra. In particolare fu rilevato che:
- la coltre nebulosa che avvolge il pianeta termina ad alta quota e l'aria sotto di essa è relativamente limpida, consentendo di scorgere la superficie;
- la luminosità diminuisce drasticamente tra i 35 e i 30 km di quota;
- la velocità del vento diminuisce a sua volta drasticamente, tanto che al di sotto dei 10 000 metri è quasi sempre inferiore a 1 m/s (3,6 km/h);
- le temperature al suolo si aggirano attorno ai 750 K, pari a 470 °C;
- le pressioni al suolo sono vicine alle 90 atmosfere;
- c'è una luminosità al suolo paragonabile a quella terrestre col cielo molto coperto, tanto da poter scattare alcune foto senza grandi problemi;
- gran parte delle rocce in superficie sono, secondo lo spettrometro all'uranio-torio-potassio, simili al granito;
- la visibilità è di circa 1 km.

La sonda toccò la superficie alle 9:32 entro un raggio di circa 150 km da 10,70° S, 335,25° E, punto dove era giorno da non molto (il terminatore del mattino era lontano circa 500 km). Il flusso dati durò 50 minuti e 11 secondi, periodo alla fine del quale la strumentazione si guastò a causa delle tremende condizioni.